# Mops niangarae
Mops niangarae (Allen, 1917) è un pipistrello della famiglia dei Molossidi endemico della Repubblica Democratica del Congo.

## Descrizione

### Dimensioni
Pipistrello di piccole dimensioni, con la lunghezza totale di 125 mm, la lunghezza dell'avambraccio di 52 mm, la lunghezza della coda di 34 mm, la lunghezza delle orecchie di 22 mm.

### Aspetto
La pelliccia è corta. Le parti dorsali sono bruno-rossastre con la base dei peli più chiara, mentre le parti ventrali sono bruno-giallastre, più chiare sul petto. Il muso non è estremamente appiattito, il labbro superiore ha più di 7 pieghe ben distinte su ogni lato ed è ricoperto di corte setole. Le orecchie sono marroni scure, relativamente piccole, unite anteriormente da una membrana a forma di V che si estende in avanti fino a formare una sacca con l'apertura anteriore.  Il trago è piccolo, mentre l'antitrago è basso. Le membrane alari sono marroni scure. La coda è lunga, tozza e si estende per più della metà oltre l'uropatagio.

## Biologia

### Comportamento
Si rifugia nelle cavità degli alberi.

### Alimentazione
Si nutre di insetti.

## Distribuzione e habitat
Questa specie è conosciuta soltanto presso Niangara, nella Repubblica Democratica del Congo nord-orientale.
Vive nelle foreste pluviali miste a savane.

## Conservazione
La IUCN Red List, considerati i continui problemi sulla sua tassonomia, la mancanza di informazioni recenti circa il suo areale, i requisiti ecologici e le minacce, classifica M.niangarae come specie con dati insufficienti (DD).